# Нгадё-Нгаджюи, Майкл
Майкл Нгадё-Нгаджюи́ (фр. Michael Ngadeu-Ngadjui; род. 23 ноября 1990, Бафанг, Западный регион) — камерунский футболист, защитник китайского клуба «Бэйцзин Гоань» и национальной сборной Камеруна.

## Клубная карьера
Во взрослом футболе дебютировал в 2008 году за команду «Канон Яунде», в которой провёл два сезона.
Своей игрой за эту команду привлёк внимание представителей тренерского штаба клуба «Кирхгёрдер», в состав которого присоединился в 2010 году.
В 2011 году заключил контракт с клубом «Зандхаузен», в составе которого провёл следующий год своей карьеры.
С 2012 года два сезона защищал цвета команды клуба «Нюрнберг II». Большую часть времени, проведённого в составе второй команды «Нюрнберга», был основным игроком команды.
С 2014 по 2016 год защищал цвета команды клуба «Ботошани». Играя в составе «Ботошани» также часто выходил на поле в основном составе команды.
Несмотря на слухи, связывающие его с переходом в «Стяуа», Нгадё-Нгаджюи летом 2016 года присоединился к пражской «Славии» за 500 000 €. В сезоне 2018/19 помог команде дойти до четвертьфинала Лиги Европы и оформить золотой дубль.
В июле 2019 года перешёл в бельгийский клуб «Гент».
В конце марта 2023 года стало известно, что Нгадё-Нгаджюи продолжит карьеру в клубе Китайской Суперлиги «Бэйцзин Гоань».

## Международная карьера
3 сентября 2016 году дебютировал за национальную сборную Камеруна в матче против сборной Габона.
В составе сборной был победителем Кубка африканских наций 2017 в Габоне.

### Голы за сборную
| Гол | Дата            | Место                               | Соперник     | Счёт | Итог | Турнир                  |
| --- | --------------- | ----------------------------------- | ------------ | ---- | ---- | ----------------------- |
| 1   | 18 января 2017  | Стад д'Ангондже, Либревиль, Габон   | Гвинея-Бисау | 2:1  | 2:1  | КАН 2017                |
| 2   | 2 февраля 2017  | Стад де Франсвиль, Франсвиль, Габон | Гана         | 1:0  | 2:0  | КАН 2017                |
| 3   | 3 сентября 2021 | Пол Бийя, Яунде, Камерун            | Малави       | 2:0  | 2:0  | Квалификация на ЧМ 2022 |
| 4   | 11 октября 2021 | Ибн Баттута, Танжер, Марокко        | Мозамбик     | 1:0  | 1:0  | Квалификация на ЧМ 2022 |

## Достижения
«Славия»
- Чемпион Чехии: 2016/17, 2018/19
- Обладатель Кубка Чехии: 2017/18, 2018/19

«Гент»
- Обладатель Кубка Бельгии: 2020/21

Международные
- Обладатель Кубка африканских наций: 2017